# 春風亭昇咲
春風亭 昇咲（しゅんぷうてい しょうさく、1992年9月7日 - ）は、落語芸術協会に所属する落語家。春風亭昇太門下の九番弟子で二ツ目。本名は菅原 太郎。

## 経歴
- 2016年
  - 3月∶春風亭昇太に入門[1]。前座名「昇咲」[1]。
  - 8月∶楽屋入り[1]。
- 2020年9月上席∶二ツ目昇進[2]。
- 2021年
  - 落語芸術協会若手ユニットルート9を落語家・講談師全9名で発足。ルート9内ユニット3(three)を笑福亭茶光、昔昔亭昇、春風亭昇咲の3人で組んでいる。

## 人物
- 日本大学芸術学部放送学科ラジオ専攻卒業。
- 趣味はサッカー観戦[1]・深夜ラジオ[1]。

## メディア活動
- anan（雑誌掲載）
  - 2021年7月14日発売のanan2258号「関係性を愛でるエンタメ」のコーナーで、ルート9として掲載された[3]。
- ON THE PLANET（ラジオ出演）
  - 2021年12月21日放送のON THE PLANET（JFN、TOKYO FM※火曜パーソナリティ玉川太福）に、3(three)の笑福亭茶光、昔昔亭昇、春風亭昇咲が出演。ルート9の年間活動と優勝を報告した[4]。
- サタデーステーション（YouTube出演）
  - 2022年3月19日テレビ朝日のYouTube、ANNnewsCHにてルート9密着映像が公開された[5]。